# Cryptolectica chrysalis
Cryptolectica chrysalis är en fjärilsart som beskrevs av Tosio Kumata och Ermolaev 1988. Cryptolectica chrysalis ingår i släktet Cryptolectica och familjen styltmalar. Inga underarter finns listade i Catalogue of Life.